# Nipponorthezia tasmaniana
Nipponorthezia tasmaniana är en insektsart som beskrevs av Ferenc Kozár och Konczné Benedicty in Kozár 2004. Nipponorthezia tasmaniana ingår i släktet Nipponorthezia och familjen vaxsköldlöss. Inga underarter finns listade i Catalogue of Life.